# Étymologies du nom des provinces canadiennes
Au Canada, les provinces sont des entités équivalentes aux États des États-Unis et du Mexique. L'étymologie du  nom des provinces canadiennes est diverse :

## Provinces
- Alberta provient du nom de la Princesse Louise Caroline Alberta (d. 1939), la quatrième fille de Reine Victoria.
- Colombie-Britannique provient de la combinaison des noms de Britannique et du nom du navire Columbia dont l'équipe a exploré la région. Le mot de Colombie est aussi un hommage poétique du continent américain découvert par Christophe Colomb.
- Île-du-Prince-Édouard est nommée d'après le nom du Prince Édouard, duc de Kent, le fils du roi George III du Royaume-Uni et commandant des troupes à Halifax, au Canada, au moment où ce nom a été donné (1798).
- Manitoba aurait pour origine probable la langue ojibwé avec le mot « manitobau » ou en crie avec le mot maniotwapow, ayant pour sens « la droiture de l'esprit ».
- Nouveau-Brunswick a été nommé en l'honneur du Duc de Brunswick-Lüneburg, fils du roi George III du Royaume-Uni.
- Nouvelle-Écosse est le nom français d'après le latin « Nova Scotia », en anglais « New Scotland ». En 1620 un groupe d'écossais est envoyé par Charles I pour y installer une colonie, et le nom latin est utilisé lors de l'octroi des terres par Sir William Alexander en 1621. Bien que cette colonie ait été abandonnée en raison d'un traité entre le Royaume-Uni et la France, le nom a été conservé.
- Ontario tire son nom d'une langue amérindienne, probablement de onitariio, signifiant « beau lac », ou de kanadario, se traduisant par « étincelant » ou « beau » ou du huron ontare (« lac »).
- Québec provient du mot micmac Gepèèg signifie « droit », ou peut-être du mot algonquin kebek signifiant « passage étroit », faisant référence au rétrécissement du fleuve Saint-Laurent là où se trouve la ville de Québec (cette hypothèse est la plus souvent retenue).
- Saskatchewan provient de la rivière Saskatchewan, en langue Crie signifiant « rivière au cours rapide » kisiskatchewan.
- Terre-Neuve-et-Labrador, en anglais New Foundland (nouvelle terre trouvée,) reçoit son nom français en 1502 et sera appelée pendant longtemps dans le monde ibérique, et partant « américain » de l'époque, d'après le mot portugais lavrador (« laboureur »).

## Territoires
- Nunavut signifie « notre terre » en Inuktitut, la langue des Inuit.
- Territoires du Nord-Ouest est nommé pour sa situation au nord-ouest du lac Supérieur. Le territoire autrefois était composé de la quasi-totalité du territoire canadien au nord-ouest de ce lac, et a depuis été divisé en plusieurs autres provinces et territoires, mais a conservé son nom.
- Yukon tire son nom de la rivière Yukon, dont le nom signifie « grande rivière » en gwich'in.